# Musca villica
Musca villica är en tvåvingeart som först beskrevs av Johann Ludwig Christian Gravenhorst 1807.  Musca villica ingår i släktet Musca och familjen parasitflugor.
Artens utbredningsområde är Tyskland. Inga underarter finns listade i Catalogue of Life.